# سيسيل تومسون
سيسيل تومسون (بالإنجليزية: Cecil Thompson)‏ هو طيار بطل جنوب أفريقي، ولد في 4 ديسمبر 1894 في كيمبرلي في جنوب أفريقيا، وتوفي في 16 مارس 1973.